# A Better Tomorrow III
A Better Tomorrow III è un film del 1989 diretto da Tsui Hark.
Il film, di genere melodrammatico, è l'episodio conclusivo della saga prodotta dallo stesso Tsui e diretta da John Woo, iniziata con A Better Tomorrow (1986) e proseguita con A Better Tomorrow II (1987). La lavorazione del film è stata segnata dall'allontanamento di Woo dal progetto; questi infatti si opponeva all'idea di mettere al centro del film una love story a tre, dato che fino a quel momento, era stata una saga all'insegna dell'amicizia virile. Woo riciclerà le sue idee per il film per la sceneggiatura di Bullet in the Head (1990).
Il film è un prequel dei suoi predecessori, svolgendosi a Saigon nel 1974, all'epoca dell'imminente occupazione della città da parte dei Vietcong. In una scena, il personaggio di Mark riceve in dono il lungo impermeabile che diverrà un simbolo negli altri due film. Si può notare una analogia con la scena de Il buono, il brutto, il cattivo in cui l'Uomo senza nome trova il poncho.